# La Quadrature du Net
La Quadrature du Net (en español La Cuadratura de la Red, abreviado como LQDN) es una organización de defensa de los derechos y libertades de los ciudadanos en Internet. La organización, fundada en 2008, aborda temas como la libertad de expresión, los derechos de autor, la regulación del sector de las telecomunicaciones y el respeto a la vida privada en Internet.
En Francia, La Quadrature du Net ha manifestado su fuerte oposición a las leyes HADOPI y LOPPSI. En el ámbito europeo y mundial, ha centrado su acción particularmente sobre el llamado Paquete Telecom así como sobre el llamado Tratado ACTA, y en fecha más reciente sobre los filtros de contenidos de Internet y sobre la neutralidad de la red.
Sus principales objetivos son:
- Promover una Internet libre y abierta, entendiendo que las sociedades con acceso general al conocimiento son preferibles a las basadas en el control y las limitaciones de acceso.
- Permitir a los ciudadanos entender lo que está en juego en los procesos legislativos cuando se limitan o se ponen en peligro las libertades individuales en Internet, en particular, ayudándoles a participar en debates, por ejemplo a través de herramientas como PiPhone [14][15] y Memopol.[16]

## Historia
Entre 2001 y 2008, varios proyectos legislativos surgieron y se discutieron en Francia en relación con la libertad en Internet, el derecho de autor y la vigilancia de las personas. Con el argumento de luchar contra la criminalidad en línea (ciberdelincuencia), los gobiernos franceses desarrollaron dispositivos y procedimientos que los fundadores y primeros miembros de "La Quadrature du Net" tacharon de "inquietantes": la extensión del período de conservación de ciertos datos personales, la extensión de los poderes y prerrogativas del Conseil Supérieur de l'Audiovisuel en relación con Internet, y también la instauración de una respuesta graduada contra los internautas acusados de descargas ilícitas. A principios del año 2008, el gobierno de François Fillon mostraba su voluntad de que este tipo de medidas incluso se generalizaran en la Unión Europea. Fue precisamente en respuesta a este contexto que, el 26 de marzo de 2008, se creó el colectivo La Quadrature du Net en París.
Sus fundadores fueron : 
- Philippe Aigrain, informático teórico, investigador, emprendedor, y miembro del Comité de Dirección del Software Freedom Law Center.[20]
- Christophe Espern, ex encargado de misión de la asociación April, y ex animador de Eucd.info.[21]
- Gérald Sédrati-Dinet, ingeniero en informática, y desde el año 2007 responsable de patentes de software en la asociación April.[22]
- Benjamin Sonntag, ingeniero de sistemas y de redes, así como emprendedor.[23]
- Jérémie Zimmermann, ingeniero-asesor independiente, y desde 2004 miembro del consejo de administración de April.[24][25]

El nombre elegido para la asociación hace referencia a la cuadratura del círculo, un problema matemático antiguo e insoluble, con el cual los fundadores de este colectivo establecen un paralelismo. Del mismo modo que es imposible construir un cuadrado de exactamente la misma superficie que la de un determinado círculo utilizando solamente regla y compás, también sería "imposible controlar eficazmente la circulación de la información en la era digital, aplicando la lógica de regulación actual (con sus variantes), sin con ello afectar las libertades públicas, y sin frenar el desarrollo económico, social, y cultural". Así se marca una "incompatibilidad fundamental", que el nuevo colectivo llamó "cuadratura de la red" y sobre el que se busca alertar a los poderes públicos.
A finales de abril del año 2008, tras un mes de existencia, La Quadrature du Net anunció que tenía el apoyo oficial de varias organizaciones no gubernamentales francesas (April, Creative Commons Francia, Big Brother Awards), europeas (Open rights group, Privacy Internationa) y estadounidenses (Electronic Frontier Foundationl, Open Society Institute). En total, 15 organizaciones concedieron su apoyo y su respaldo al nuevo colectivo.
En 2008 y 2009, La Quadrature du Net ganó notoriedad, en particular durante los debates sobre la ley HADOPI. Sus cuestionamientos contra varios proyectos políticos en Francia fueron ampliamente retomados y difundidos por los medios de comunicación. La prensa especializada y también prensa generalista nacional, la radio y la televisión, comentaron los objetivos del grupo y le realizaron entrevistas.
Sus principales líneas de acción fueron así ampliamente visibles, de manera que, en marzo de 2009, el propio gabinete del Ministerio de Cultura, encargado de la ley HADOPI, atacó específicamente a la organización:

Un collectif de citoyens, la Quadrature du Net, encourage les internautes à abreuver les députés de mails hostiles à cette loi. "Ce sont cinq gus dans un garage qui font des mails à la chaîne", relativise le cabinet de Christine Albanel.
Un colectivo de ciudadanos, La Quadrature du Net, anima a los internautas a inundar a los diputados con mensajes hostiles a esta ley. "Ciertamente son cinco tipos en un garaje haciendo mensajes de correo en cadena", relativiza el gabinete de Christine Albanel.

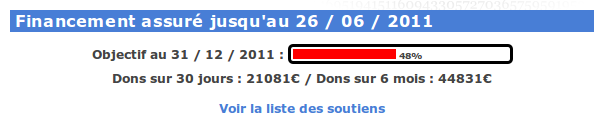
A partir del año 2010, se comenzó a utilizar un indicador gráfico para visualizar el estado de financiamiento del colectivo. En la imagen, el correspondiente indicador al 23 de abril de 2011.

El 21 de enero de 2010, dos años después de su creación, el colectivo manifestó cierta fragilidad. Benjamin Bayart, presidente de la asociación FDN, que financiaba La Quadrature du Net, afirmó que las dificultades financieras recurrentes de la organización podrían obligarla a « tirar la toalla». El 22 de enero de 2010, una iniciativa ciudadana solamente había conseguido recaudar el 40 % del presupuesto para el año en curso. Dada la posibilidad de este posible cierre, el grupo se abocó a conseguir suficientes donaciones, pero en octubre de 2010, Benjamin Bayart volvió con su mensaje de alerta, planteando la incertidumbre respecto de la supervivencia a largo plazo de 'La Quadrature du Net'. Se lanzó na nueva campaña de donaciones a principios de noviembre de 2010, pero sus malos resultados condujeron a renunciar a esta vía en marzo de 2011.
En marzo de 2012, la asociación se dotó de un local, ya que hasta ese momento no disponía de un domicilio estable desde donde promover su acción. A principios del año 2013, la asociación logró formalizar su existencia desde el punto de vista jurídico, con el nombre de 'La Quadrature du Net', pasando a ser así una asociación de pleno derecho, con un nuevo comité directivo constituido por algunos miembros fundadores junto a nuevos nombres, entre ellos Benjamin Bayart, Félix Tréguer, y Lionel Maurel. En marzo de 2014, este comité directivo de orientación estratégica integró tres nuevos miembros : Jean Cattan, Laurent Chemla, y Laurence Vandewalle.

## Objetivos
Inicialmente creada en reacción a proyectos legislativos juzgados peligrosos, 'La Quadrature du Net' persigue varios objetivos principales :
- (1) Defender los derechos y libertades de los ciudadanos en Internet, cuestionando y oponiéndose a aquellos proyectos jurídicos que los amenazan o menoscaban.[39]

La organización y sus adherentes suelen mencionar la democracia y los derechos fundamentales como su objeto principal de atención. En particular, casi siempre se plantea oposición a los proyectos que parecen poner en peligro o limitar la libertad de expresión y de comunicación, así como el respeto a la vida privada. La acción en este dominio se limita esencialmente a las proposiciones y proyectos surgidos en el seno de los poderes públicos franceses o europeos. Así, 'La Quadrature du Net' raramente participa y reacciona respecto de debates que solamente conciernen a actores privados (por ejemplo Facebook, Google, etc), a pesar de que a veces también ha expresado reservas y críticas en algunos de estos casos.
- (2) Mantener Internet « libre y abierto».[46]

El colectivo articula la defensa de las libertades con la defensa de ciertas características de la red Internet. 'La Quadrature du Net' milita así por el mantenimiento de la neutralidad de la red y la conservación del carácter descentralizado de Internet, así como por el no filtraje de contenidos de Internet. Según el enfoque de los ciudadanos, una red que no presente las cualidades mencionadas, de ninguna manera sería una red libre y abierta, no permitiendo a los individuos ejercer adecuadamente sus derechos fundamentales. En opinión del colectivo, una red con las limitaciones señaladas sería por el contrario un freno a la innovación y al desarrollo económico.
- (3) Informar y movilizar sobre proyectos que puedan poner en peligro la libertad y la estructura histórica de Internet, la red de redes.[51]

El sitio web del colectivo pública con regularidad análisis, comunicados de prensa, y en general «relatorios» que presentan informaciones sobre las temáticas abordadas por 'La Quadrature du Net', así como «listas» de referencias bibliográficas o enlaces en relación con documentos vinculados. En 'La Quadrature du Net' participan varios especialistas en informática, con quienes el colectivo analiza en particular la razonabilidad técnica y la viabilidad de iniciativas y proyectos de alguna forma relacionados con lo digital, abordando tanto implicaciones jurídicas y democráticas como cuestiones de tipo práctico. 
Este objetivo genérico de sensibilización y difusión se potencia con las inquietudes y la movilización personal de muchos internautas. Entre otras cosas, 'La Quadrature du Net' propone a los visitantes a su sitio web de contactar directamente a sus responsables políticos más cercanos, a través de herramientas tales como el PiPhone, con el fin de transmitirles «inquietudes» y «puntos de vista», y así incitarlos a oponerse a proyectos considerados inquietantes por la organización. Y es así como el colectivo, teniendo en cuenta esta perspectiva, se orienta a proporcionar a la gente vías concretas para facilitar el contacto de los ciudadanos con los parlamentarios franceses y europeos. La organización también pone a disposición de los ciudadanos amplias informaciones sobre los votos y los argumentos de los parlamentarios en relación con los proyectos que más interesan.
- (4) Proponer alternativas a soluciones impulsadas por legisladores y políticos, en caso de que las mismas parezcan inadecuadas o peligrosas en opinión del colectivo.[56]

Esta línea de acción de 'La Quadrature du Net' se concreta a través de publicaciones (libros, artículos, etc) así como respuestas concretas a consultas abiertas desde Europa o desde Francia respecto de Internet y de lo relativo a lo digital en todos sus aspectos. En buena medida, se basan en las reflexiones y opiniones de Philippe Aigrain, que en muchos casos han sido hechas propias por 'La Quadrature du Net'.

## Organización

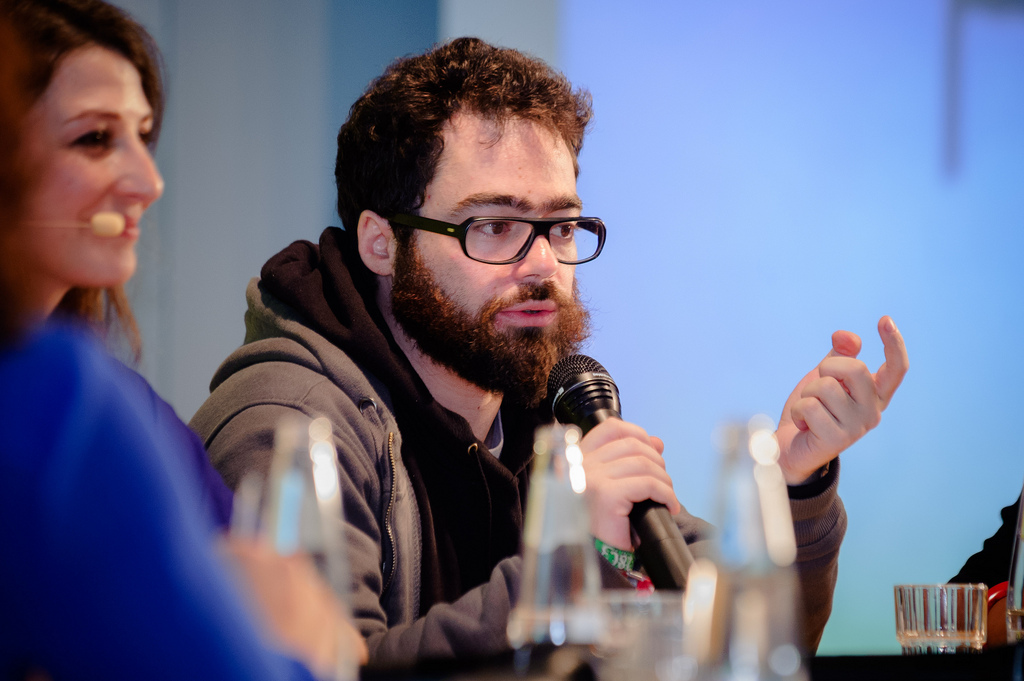
Jérémie Zimmermann en el mes de marzo de 2013.

Desde el 2008 al 2013, 'La Quadrature du Net' no fue una asociación oficialmente declarada en Prefectura, pues no disponía de un estatuto aprobado, ni formalmente tenía una definición precisa de socio adherente o de miembro. O sea, el colectivo constituía una asociación de hecho. En febrero de 2013, la Quadrature pasó a ser una asociación ley 1901 clásica (según la legislación francesa), aunque de todas formas sin cambiar demasiado su organización interna, sus procedimientos administrativos, y sus fuentes de financiamiento.
La 'Quadrature du Net' se presenta como una organización « abierta » a cualquiera que deseara integrarla, correspondiendo así a valores de apertura y transparencia ampliamente defendidos por esta asociación. La no existencia inicial de formalización legal, permitía encarnar estos valores sin mayores contratiempos, y sin que se presentaran incongruencias o rivalidades. Pero al inicio del año 2013, la Quadrature finalmente se constituyó en asociación de derecho, con lo que así logró simplificar ciertas cuestiones que se planteaban difíciles con el estatuto precedente.
El funcionamiento de este colectivo, en lo fundamental, ha estado en manos de voluntarios y unos pocos asalariados. En efecto, al inicio del año 2010, Benjamin Bayart anunciaba que el «90%» de la fuerza de trabajo de la estructura provenía del voluntariado, ya que la organización solamente disponía de tres trabajadores asalariados. La participación del voluntariado en el grupo era pues esencial, a través de la participación de muchos socios, algunos con larga trayectoria de aportes, y otros con actividad más puntual en una temática que particularmente les interesaba y motivaba. El alojamiento web del sitio, el soporte técnico, las actividades de vigilancia y de análisis, e incluso la elaboración de audiovisuales, en ciertos casos son también producidos y atendidos por el voluntariado. 
En lo concerniente a la representación del colectivo 'La Quadrature du Net', con frecuencia fue Jérémie Zimmermann, uno de los socios fundadores, quien hasta el año 2013 cumplió el rol de portavoz de la asociación.
Este emprendimiento se destaca por el rol central cumplido tanto por Internet como por la Web, en lo que concierne al funcionamiento interno de 'La Quadrature du Net' y también en cuanto a la difusión de informaciones y al intercambio de mensajes hacia adentro o hacia afuera del grupo. Un aspecto característico de esta asociación, es la utilización que hace de varios espacios digitales «abiertos». De esta forma, los comunicados y las inquietudes del colectivo, e incluso cuestiones sobre su funcionamiento interno, pueden ser consultados con facilidad incluso por personas que no pertenecen al colectivo. Este carácter «transparente» y amplio concuerda con los propios valores defendidos por 'La Quadrature du Net', permitiendo que sean muchos quienes de una forma u otra participen en las actividades y los proyectos del grupo.

## Financiación

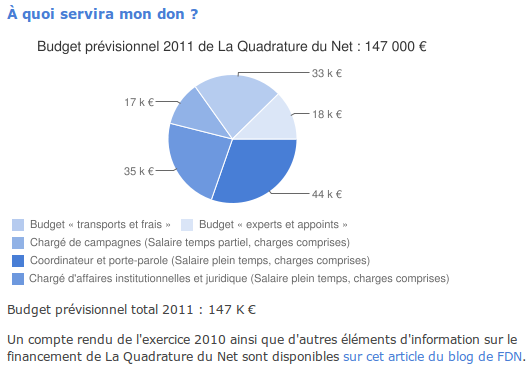
Presupuesto de 'La Quadrature du Net' para el año 2011.

Antes del año 2013 y en ausencia de una estructura jurídica propia, 'La Quadrature du Net' no podía manejar ella misma muchos aspectos de sus finanzas. Para sobrellevar esta restricción, desde fines del año 2008 fue secundada y apoyada por una asociación distinta, el Fonds de Défense de la Neutralité du Net (abreviada FDNN ou FDN2). que era una asociación sin ánimo de lucro creada especialmente para manejar las finanzas de 'La Quadrature du Net'. Así, desde el punto de vista administrativo, era esta otra institución la que recibía los fondos destinados al colectivo y contrataba los empleados asalariados que fueran necesarios.
Las acciones de FDN2 no se limitaron exclusivamente al apoyo organizativo y administrativo de 'La Quadrature du Net', pues sus estatutos también le permitían promocionar y en distintas formas apoyar todo proyecto en favor de la neutralidad de las redes, o de las libertades en el marco de lo digital. De esta forma, FDN2 pudo también dar apoyo a proyectos vinculados a la asociación April y a la red de educación popular Framasoft.
El FDN2 no era una asociación enteramente autónoma, puesto que estatutariamente estaba ligada al French Data Network (FDN), un proveedor de servicios de Internet militante y sensible a la acción del colectivo. Fue precisamente el presidente de FDN quien también asumió el rol de presidente de FDN2. Esta estructura financiera, administrativa y reglamentaria, sin duda algo confusa y enrevesada, generó algunos problemas e inconsistencias. Así, cuando era necesario, era el presidente de FDN (y no de FDN2) quien informaba sobre el estado financiero de 'La Quadrature du Net', con lo cual así se evitaba que fuera un representante del colectivo quien se manifestase directamente en nombre del mismo.
En el período 2008-2012, 'La Quadrature du Net' estuvo financiada por donaciones individuales y por una contribución importante delOpen Society Institute(OSI). Hacia fines del 2010, se puso en marcha un sistema de donaciones recurrentes, hasta entonces imposible de instrumentar ya que así estatutariamente se quería evitar el eventual condicionamiento de una cuestión de este tipo. En efecto,  la contribución delOSI, inicialmente limitada a dos años,pudo así ser prorrogada durante 2011 y 2012. Dado que el conjunto de las donaciones individuales apenas cubría la mitad del presupuesto total de la Quadrature, la continuidad de este emprendimiento fue reiteradamente objeto de análisis y de inquietud.

## Principales acciones emprendidas

### Ley HADOPI

Cuadro animado de la campaña Black-out lanzada por la Quadrature.

Creado en parte como reacción al Informe Olivennes, que fue el que inspiró la ley 'Création et Internet', también llamada ley HADOPI (Haute Autorité pour la diffusion des œuvres et la protection des droits sur internet), desde el origen 'La Quadrature du Net' se opuso y manifestó reticencias a los proyectos de « respuesta graduada ». La asociación señaló al proyecto HADOPI como un texto técnicamente inaplicable y jurídicamente discutible, y por encima de ello contrario a los principios democráticos. A este respecto, en especial se ha insistido sobre la desproporción existente entre las penas propuestas y la práctica que se intenta condenar. Según 'La Quadrature du Net', la ley HADOPI sirve muy especialmente los intereses privados de la industria del entretenimiento (o showbusiness), en detrimento de las libertades públicas y de los servicios a los internautas. En el marco de esta oposición, 'La Quadrature du Net' ha promovido diferentes acciones de sensibilización y movilización en torno al proyecto HADOPI.
En 2009, una de las operaciones-faro de 'La Quadrature du Net', fue la de proponer un apagón de Internet, para así marcar la oposición de los actores a la futura ley 'Création et Internet'. La idea era la de proponer a los sitios digitales que quisieran adherir a esta iniciativa, de insertar en sus páginas una o varias bandas de color negro diseñadas y proporcionadas por 'La Quadrature du Net'. Estas bandas pretendían significar la protesta en relación con el asunto de marras, a la vez que se reenviaba el procesamiento a páginas elaboradas y publicadas por 'La Quadrature du Net'. Este black out hadopi también sería retomado en la prensa generalista. Según fuentes de la propia Quadrature, hubo alrededor de 12 200 nombres de dominio que adhirieron a la medida.
Después de la censura por parte del Consejo Constitucional de la ley Hadopi y de la publicación de la ley «Hadopi 2», 'La Quadrature du Net' prosiguió sus movilizaciones contra las nuevas medidas propuestas, poniendo reiteradamente en duda la eficacia real de la Alta Autoridad e incluso argumentando que algún día y en caso de ser adoptada, la ley Hadopi pudiera efectivamente sancionar a alguien. En resumen, en todo momento la asociación puso atención a las propuestas sobre respuestas graduadas, efectuando al respecto un buen trabajo de vigilancia.
En el año 2012, la aparición de un «Acta II sobre las excepciones culturales» permitió a la Quadrature reafirmar su rechazo a los métodos utilizados por el Gobierno. La nominación de Pierre Lescure para preparar la aplicación de HADOPI fue entonces muy especialmente criticada. Y a pesar de que Philippe Aigrain, uno de los fundadores del colectivo, pudo intercambiar opiniones sobre la ley con el citado hombre de negocios, la Quadrature asimismo rehusó a participar en la «Mission Lescure».

### Paquete Telecom
En noviembre de 2007, la eurocommisaria
Viviane Reding anunció un proyecto de reformas concerniente a la regulación del sector de las telecomunicaciones en la Unión Europea. Rápidamente denominada «Paquet Télécom» o «Paquete Telecom», este proyecto consiste en un conjunto de directivas europeas que deberían ser aprobadas por el Parlamento Europeo, y luego transformadas u homologadas en los distintos derechos nacionales.
En virtud de las implicaciones de estas medidas en cuanto a la neutralidad de la red, la vida privada, y la respuesta graduada, estas reformas fueron seguidas con interés por 'La Quadrature du Net', y junto a otros apoyos y reclamaciones similares, se promovió e impulsó el análisis de las libertades fundamentales desde varios puntos de vista, lográndose poner este tema en la agenda ciudadana y política. 'La Quadrature du Net' particularmente milita en pro de la adopción de una enmienda que impida la implementación de una respuesta graduada en forma automática o implícita.
Propuesta por Guy Bono con el número 138, esta enmienda primero fue adoptada por el Parlamento Europeo en septiembre de 2008, antes de ser retirada del proyecto dos meses más tarde, a propuesta de Francia, que entonces estaba encargada de la
presidencia del Consejo de la Unión Europea. En efecto, Francia veía en esta enmienda n.º 138, un freno a su proyecto de ley 'Création et Internet', que en ese momento aún no había sido aprobada, y que justamente tenía por objetivo instalar en Francia un procedimiento administrativo y automático para sancionar la piratería, sin pasar por una  decisión judicial. Naturalmente, el proyecto de ley 'Création et Internet' estaba directamente en contradicción con la enmienda de Bono.
De todas maneras, la propuesta de Guy Bono fue de nuevo inserta en el Paquete Telecom, bajo la forma de la nueva enmienda n° 46, que fue adoptada el 6 de mayo de 2009, como fruto de un intenso trabajo de lobbying de parte de 'La Quadrature du Net'.

### Loppsi, IPRED2...
Entre el 2009 y el 2011, 'La Quadrature du Net' también se involucró en la difusión y activismo jurídico en relación con otros proyectos, como por ejemplo la ley francesa Loppsi, o la directiva IPRED (Directiva sobre el Respeto a los Derechos sobre Propiedad Intelectual), esta última en la nueva versión a ser considerada en el Parlamento Europeo. En lo que concierne a ACTA, el colectivo varias veces logró congelar las versiones de trabajo de dicho texto, a pesar de que los negociadores siempre fueron muy discretos sobre este asunto.

### ACTAyCETA
Anunciada en el año 2007, algunos meses antes de la creación de 'La Quadrature du Net', este acuerdo comercial conocido como ACTA o Anti-Counterfeiting Trade Agreement, pasó a ser una de las preocupaciones mayores del colectivo. Negociado en secreto entre el 2007 y el 2010, el tratado se orientaba a oponerse a las falsificaciones de productos a escala mundial.
Esta iniciativa fue presentada reiteradamente por sus detractores como una vía de represión y de peligro para la libertad. Según este enfoque, el ACTA es sobre todo un medio por el cual los países signatarios podrían eludir o incumplir ciertas instancias democráticas nacionales e internacionales. 'La Quadrature du Net' observa en este tratado un medio de instaurar una respuesta graduada internacional, y de utilizar el derecho de autor para censurar o limitar la libertad de expresión. El colectivo reiteradamente ha insistido sobre la represión no exclusivamente comercial inducida por el tratado ACTA.
Hacia el fin del año 2009, 'La Quadrature du Net' se dirigió reiteradamente a los responsables políticos franceses e internacionales, a efectos de motivarlos a rechazar este texto. Y a principios del año 2010, la asociación incitó a los diputados europeos a adoptar una declaración escrita resaltando la ausencia de transparencia del acuerdo, así como su carácter controvertido. En marzo de 2010, la Quadrature fue recibida junto a Act Up y a April por el Ministerio de Economía francés, para discutir y analizar esta cuestión. A pesar de estos contactos, la información concreta transmitida sobre ACTA fue relativamente pobre, ya que las autoridades se mantuvieron en una posición de prudente silencio en relación al futuro tratado.
Hacia fin de marzo de 2010, 'La Quadrature du Net' publicó el texto consolidado de ACTA, que pudo conseguir gracias a una fuga de información. El citado caso no fue en realidad la primera fuga de información relativa a ACTA, puesto que el pacto de secreto fue quebrantado varias veces. En efecto, algunas informaciones surgieron en el año 2009 así como en febrero de 2010, oportunidad esta última en la que el nombre de los negociadores franceses fue revelado.
El fin de 2011 marcó una fuerte oposición al tratado ACTA, con el rechazo en Estados Unidos a los proyectos SOPA y PIPA, relativos ellos también a las libertades en Internet. A principios de 2012, tuvieron lugar varias manifestaciones en Europa y en el mundo, oponiéndose al tratado ACTA. En París, la Quadrature participó en las manifestaciones anti-ACTA durante el año 2012, utilizando afiches y distribuyendo panfletos que fueron ampliamente difundidos en Europa. El accionar del colectivo sobre los eurodiputados contribuyó directamente al rechazo del tratado ACTA por parte del Parlamento Europeo, con fecha 4 de julio de 2012. Jérémie Zimmermann fue laureado por esta acción con el llamado EFF Pioneer Award 2012 de la Electronic Frontier Foundation.
Luego del rechazo del ACTA, la Quadrature pasó a señalar las inconveniencias del llamado tratado CETA, un proyecto de acuerdo comercial entre Canadá y la Unión Europea. En efecto, ciertos pasajes de este acuerdo CETA eran muy similares a los de ACTA, especialmente aquellos que se referían a medidas represivas. En definitiva, la Quadrature puso así en guardia contra este texto, que de ser adoptado podría implicar un retorno parcial de ACTA en el derecho europeo.

### Neutralidad de la Red
La Quadrature se ha pronunciado reiteradamente en favor de la neutralidad de la red. Desde su creación, la Quadrature promueve este asunto, e informa sobre los proyectos de ley susceptibles de afectarla a escala francesa o europea. Por ejemplo, desde diciembre de 2013, una ley orientada directamente a destruir la noción de neutralidad en la red, fue analizada en el Parlamento Europeo y en la Comisión Europea. En relación con este asunto, 'La Quadrature du Net' convocó con insistencia a los internautas para que contactaran a los eurodiputados y les explicaran sus respectivas posiciones y puntos de vista, solicitando hacerlo particularmente antes del 3 de abril de 2014, fecha en que este proyecto sería votado en el Parlamento Europeo. Y afortunadamente, en esa fecha se votó en favor de la neutralidad de la red.

### Ejes de trabajo desde 2020
En la década de los 2020, la Quadrature lucha contra:
- La explotación de datos personales de los internautas para publicidad en internet.[78]
- La censura y vigilancia de internet por los estados.[78]
- El uso policial de tecnologías digitales, en particular de la videovigilancia algorítmica.[79][80]

Y a favor de:
- La interoperabilidad de la web, frente a los gigantes como Facebook que encierran a los usuarios en entornos propietarios.
- El derecho a la encriptación de las comunicaciones y los datos.

### Debates
Varios interesantes y encendidos debates han tenido lugar ubicando a 'La Quadrature du Net' como protagonista central, por ejemplo expresando oposición a la ley Hadopi, o cuestionando el artículo 4 de la ley LOPPSI2, o argumentando en defensa de la llamada 'neutralidad de la red', y/o por distintas vías incitando a ciudadanos y diputados a pensar y a argumentar en relación con eficacia y efectos de diferentes acciones gubernamentales, etc.

## Herramientas
Además de las actividades de sensibilización y difusión, 'La Quadrature du Net' ha desarrollado algunas herramientas en apoyo de su acción. La asociación tiene así disponible ciertas herramientas de participación ciudadana, como por ejemplo Mémoire politique (portal de información), a través del cual se permite a los ciudadanos de conocer con mayor facilidad a los políticos, seguir sus votaciones en el parlamento, y contactarse directamente con ellos. La asociación también ha desarrollado un "Pi-phone", para permitir a los ciudadanos de llamar gratuitamente a los diputados europeos a través de celulares.